# St. Katharina (Sülzhayn)

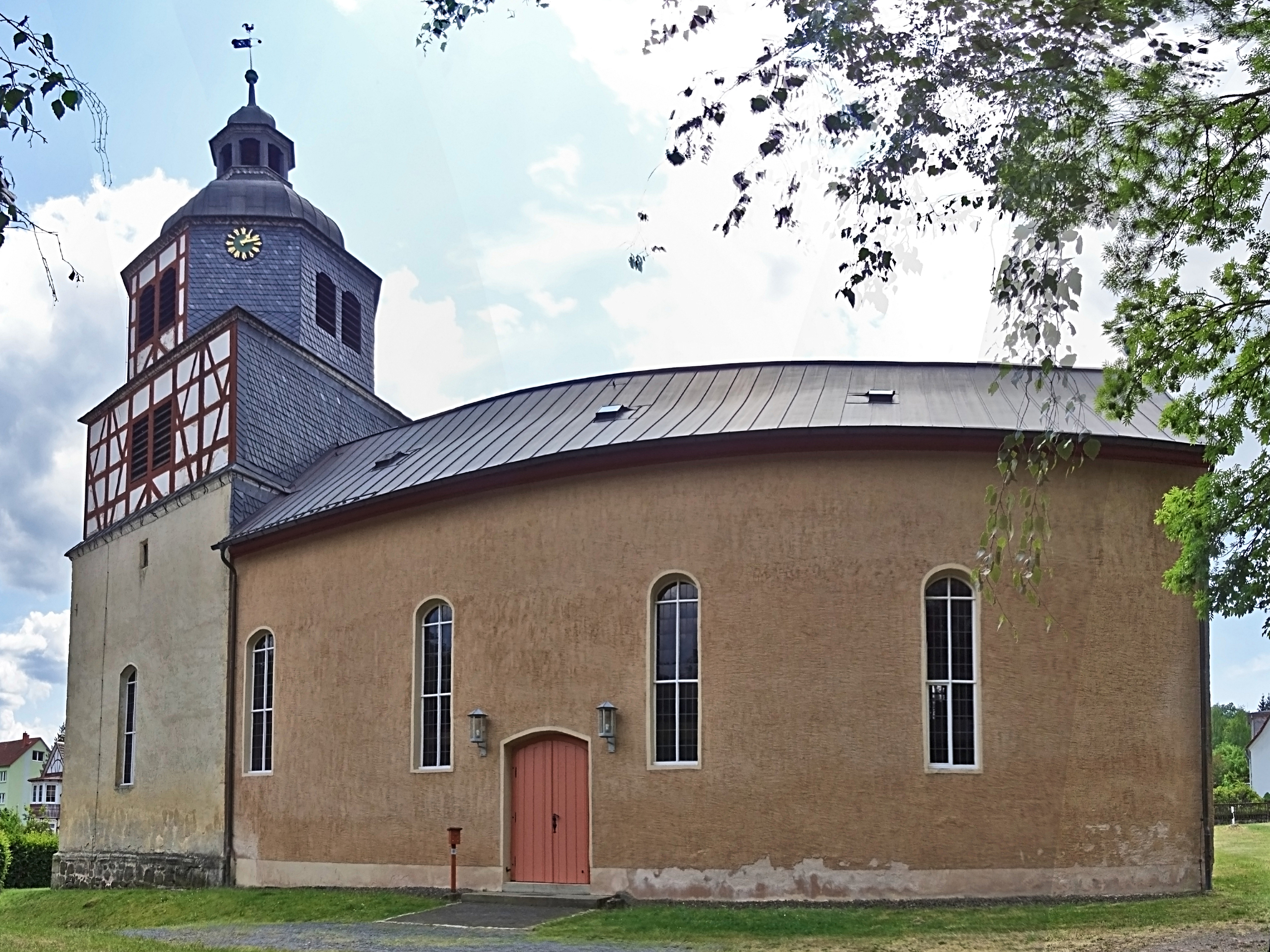
St. Katharina (Sülzhayn)

Die evangelisch-lutherische denkmalgeschützte Kirche St. Katharina steht in Sülzhayn, einem Stadtteil von Ellrich im Landkreis Nordhausen von Thüringen.
Die Kirchengemeinde Sülzhayn gehört zum Pfarrbereich Ellrich im Kirchenkreis Südharz der Evangelischen Kirche in Mitteldeutschland.

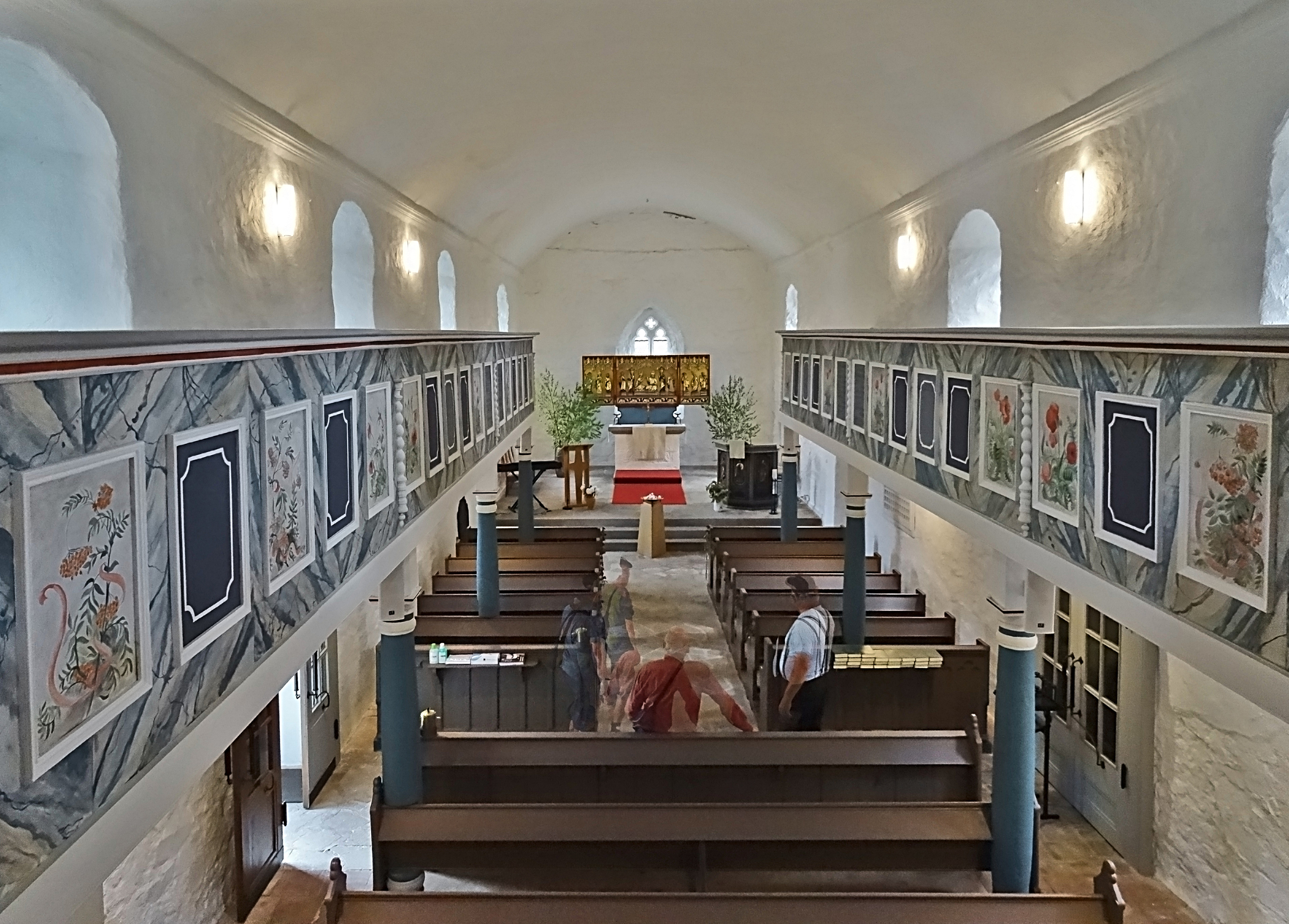
Innenansicht

## Beschreibung
Die barocke Saalkirche aus verputzten Bruchsteinen wurde um 1700 erbaut. Der quadratische Chorturm, er stammt vom spätgotischen Vorgängerbau, hat ein massives Erdgeschoss und spätgotische Maßwerkfenster. Darüber wurden im 18. Jahrhundert ein quadratisches und darauf ein achtseitiges Geschoss aus Fachwerk aufgesetzt, das teilweise mit einer Schieferdeckung versehen ist. Darauf sitzt eine Haube, die mit einer Laterne bekrönt ist. 

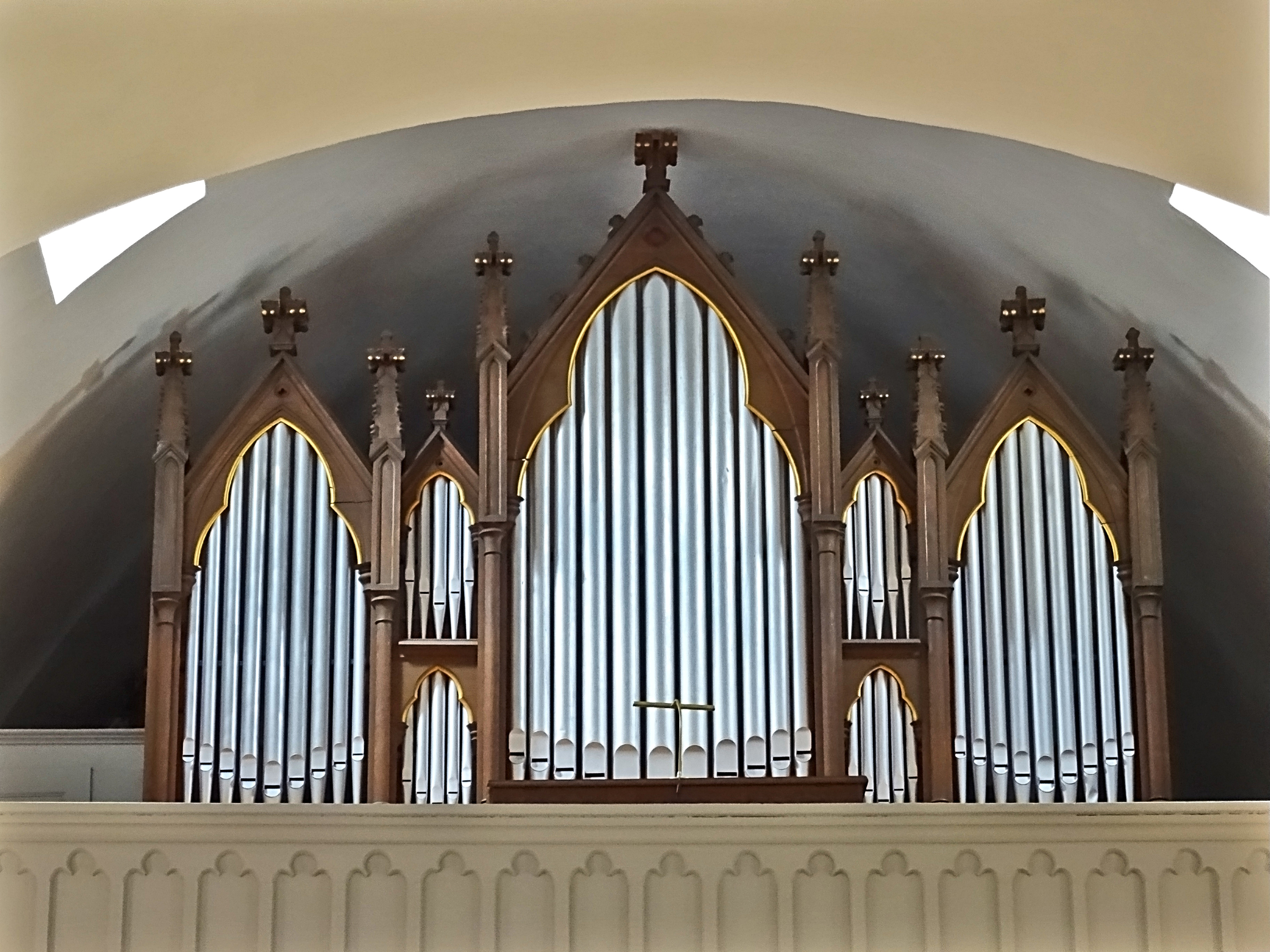
Knauf-Orgel

Das Kirchenschiff trägt ein schiefergedecktes Satteldach. Es hat dreiseitige Emporen, im Westen ist sie zweigeschossig, und ist mit einem gestauchten Tonnengewölbe überspannt. Zur Kirchenausstattung gehört ein geschnitzter spätgotischer Flügelaltar. Die Orgel mit 20 Registern, verteilt auf zwei Manuale und Pedal, wurde um 1870 von Robert Knauf & Sohn gebaut, um 1960 von Wilhelm Sohnle in der Disposition geändert und 1986 von Norbert Sperschneider restauriert.